# Каннский кинофестиваль 2019
72-й Каннский международный кинофестиваль проходил с 14 по 25 мая 2019 года. Жюри основного конкурса возглавлял мексиканский режиссёр Алехандро Гонсалес Иньярриту.
Фестиваль был посвящён французскому кинорежиссёру Аньес Варда, умершей в конце марта 2019 года. Она же изображена и на постере фестиваля. Фотография была сделана во время съёмок её дебютного фильма «Пуэнт-Курт» (1955).
Главный приз «Золотую пальмовую ветвь» получил южнокорейский фильм «Паразиты» режиссёра Пон Чжун Хо.

## Жюри

### Основной конкурс
- Алехандро Гонсалес Иньярриту, режиссёр (Мексика) — председатель
- Энки Билал, режиссёр (Франция)
- Робен Кампийо, режиссёр (Франция)
- Маймуна Н’Диайе, актриса и режиссёр (Сенегал)
- Эль Фэннинг, актриса (США)
- Йоргос Лантимос, режиссёр (Греция)
- Павел Павликовский, режиссёр (Польша)
- Келли Райхардт, режиссёр, (США)
- Аличе Рорвахер, режиссёр (Италия)[5]

### Особый взгляд
- Надин Лабаки, актриса и режиссёр (Ливан) — председатель
- Марина Фоис, актриса (Франция)
- Нархан Шекерджи-Порст, кинопродюсер (Германия)
- Лисандро Алонсо, режиссёр (Аргентина)
- Лукас Донт, режиссёр (Бельгия)[6]

### Золотая камера
- Ритхи Пань, режиссёр (Камбоджа, Франция) — председатель
- Элис Диоп, режиссёр (Франция)
- Сандрин Маркиз, режиссёр (Франция)
- Бенуа Дельомм, кинооператор (Франция)
- Nicolas Naegelen (Франция)[7]

### Синефондасьони конкурс короткометражных фильмов
- Клер Дени, режиссёр (Франция) — председатель
- Стейси Мартен, актриса (Франция, Великобритания)
- Эран Колирин, режиссёр (Израиль)
- Панос Коутрас, режиссёр (Греция)
- Кэтэлин Митулеску, режиссёр (Румыния)[8]

## Официальная программа
| Победители выделены отдельным цветом |

### Основной конкурс
В основной конкурс отобраны следующие фильмы:
| Русское название            | Оригинальное название             | Режиссёр(ы)                            | Страна                            |
| --------------------------- | --------------------------------- | -------------------------------------- | --------------------------------- |
| Атлантика                   | Atlantique                        | Мати Диоп                              | Франция, Сенегал                  |
| Бакурау                     | Bacurau                           | Клебер Мендонса Фильо, Жулиано Дорнель | Бразилия                          |
| Мёртвые не умирают          | The Dead Don’t Die                | Джим Джармуш                           | США                               |
| Фрэнки                      | Frankie                           | Айра Сакс                              | США, Франция, Португалия, Бельгия |
| Тайная жизнь                | A Hidden Life                     | Терренс Малик                          | США, Германия                     |
| Должно быть, это рай        | It Must Be Heaven                 | Элиа Сулейман                          | Франция, Канада                   |
| Малыш Джо                   | Little Joe                        | Джессика Хаузнер                       | Австрия, Германия, Великобритания |
| Маттиас и Максим            | Matthias et Maxime                | Ксавье Долан                           | Канада                            |
| Отверженные                 | Les Misérables                    | Ладж Ли                                | Франция                           |
| Мектуб, моя любовь 2        | Mektoub, My Love: Intermezzo      | Абделлатиф Кешиш                       | Франция                           |
| Боже мой!                   | Roubaix, une lumière              | Арно Деплешен                          | Франция                           |
| Однажды в… Голливуде        | Once Upon a Time in Hollywood     | Квентин Тарантино                      | США                               |
| Боль и слава                | Dolor y gloria                    | Педро Альмодовар                       | Испания                           |
| Паразиты                    | 기생충                            | Пон Чжун Хо                            | Республика Корея                  |
| Портрет девушки в огне      | Portrait de la jeune fille en feu | Селин Сьямма                           | Франция                           |
| Соблазн                     | Sibyl                             | Жюстин Трие                            | Франция                           |
| Извините, мы вас не застали | Sorry We Missed You               | Кен Лоуч                               | Великобритания                    |
| Предатель                   | Il traditore                      | Марко Беллоккьо                        | Италия                            |
| Свистуны                    | La Gomera                         | Корнелиу Порумбою                      | Румыния, Франция, Германия        |
| Озеро диких гусей           | 南方车站的聚会                    | Дяо Инань                              | Китай                             |
| Молодой Ахмед               | Le Jeune Ahmed                    | Братья Дарденн                         | Бельгия                           |

### Особый взгляд
В номинацию отобраны:
| Русское название                         | Оригинальное название                                                              | Режиссёр(ы)                       | Страна                           |
| ---------------------------------------- | ---------------------------------------------------------------------------------- | --------------------------------- | -------------------------------- |
| Адам                                     | Adam                                                                               | Марьям Тузани                     | Марокко                          |
| Дылда                                    |                                                                                    | Кантемир Балагов                  | Россия                           |
| Знаменитое вторжение медведей на Сицилию | La Fameuse Invasion des ours en Sicile / La famosa invasione degli orsi in Sicilia | Лоренцо Маттотти                  | Франция, Италия                  |
| Девушка моего брата                      | La Femme de mon frère                                                              | Мония Шокри                       | Канада                           |
| Бык                                      | Bull                                                                               | Энни Сильверстайн                 | США                              |
| Восхождение                              | The Climb                                                                          | Михаэль Ковино                    | США                              |
| И придёт огонь                           | O que arde                                                                         | Оливер Лаше                       | Испания, · Франция, · Люксембург |
| Свобода                                  | Liberté                                                                            | Альберт Серра                     | Испания                          |
| Домой                                    | Додому                                                                             | Нариман Алиев                     | Украина                          |
| Невидимая жизнь Эвридики                 | A vida invisível de Eurídice Gusmão                                                | Карим Айнуз                       | Бразилия                         |
| Жанна                                    | Jeanne                                                                             | Брюно Дюмон                       | Франция                          |
| Нина У                                   | 灼人秘密                                                                           | Миди Зед                          | Китайская Республика             |
| Одной волшебной ночью                    | Chambre 212                                                                        | Кристоф Оноре                     | Франция                          |
| Однажды в Трубчевске                     |                                                                                    | Лариса Садилова                   | Россия                           |
| Лапочка                                  | Papicha                                                                            | Муния Меддур Жанс                 | Франция                          |
| Порт-Аторити                             | Port Authority                                                                     | Даниэль Лессовиц                  | США                              |
| Лето в Чанша                             | 六欲天                                                                             | Цзу Фэн                           | Китай                            |
| Ласточки Кабула                          | Les hirondelles de Kaboul                                                          | Забу Брайтман, Элеа Гобе-Мевеллек | Франция                          |

### Вне конкурса
Следующие фильмы были отобраны для показа вне конкурса:
| Русское название                    | Оригинальное название            | Режиссёр(ы)                 | Страна         |
| ----------------------------------- | -------------------------------- | --------------------------- | -------------- |
| Прекрасная эпоха                    | La Belle Époque                  | Николя Бедос                | Франция        |
| Рокетмен                            | Rocketman                        | Декстер Флетчер             | Великобритания |
| Диего Марадона                      | Diego Maradona                   | Азиф Кападиа                | Великобритания |
| Лучшие годы жизни                   | Les Plus Belles Années d’une vie | Клод Лелуш                  | Франция        |
| Слишком стар, чтобы умереть молодым | Too Old to Die Young             | Николас Виндинг Рефн        | США            |
| Особенные                           | Hors normes                      | Оливье Накаш, Эрик Толедано | Франция        |

### Полуночные показы
Следующие фильмы были отобраны для показа вне конкурса на полуночных показах:
| Русское название       | Оригинальное название | Режиссёр(ы) | Страна           |
| ---------------------- | --------------------- | ----------- | ---------------- |
| Гангстер, коп и дьявол | 악인전                | Ли Вон-тхэ  | Республика Корея |
| Вечный свет            | Lux Æterna            | Гаспар Ноэ  | Франция          |

## Награды

### Официальная программа

#### Основной конкурс
- Золотая пальмовая ветвь — «Паразиты», реж. Пон Чжун Хо (Южная Корея)
- Гран-при — «Атлантика», реж. Мати Диоп (Франция, Сенегал)
- Лучший режиссёр — Братья Дарденн за фильм «Молодой Ахмед» (Бельгия)
- Лучший сценарий — Селин Сьямма за фильм «Портрет девушки в огне» (Франция)
- Лучшая мужская роль — Антонио Бандерас за фильм «Боль и слава» (Испания)
- Лучшая женская роль — Эмили Бичем за фильм «Малыш Джо» (Великобритания)
- Приз жюри — Клебер Мендонса Фильо и Жулиано Дорнель за фильм «Бакурау» (Бразилия) и Ладж Ли за фильм «Отверженные» (Франция)[10]
- Почётная Золотая пальмовая ветвь — Ален Делон[11][12]
- Золотая камера за лучший дебютный фильм — Сезар Диаз за фильм «Наши матери» (Бельгия)

#### Особый взгляд
- Особый взгляд — «Невидимая жизнь Эвридики», реж. Карим Айнуз (Бразилия)
- Приз жюри — «И придёт огонь», реж. Оливер Лаше (Испания, Франция, Люксембург)
- Приз за лучшую режиссуру — Кантемир Балагов за фильм «Дылда» (Россия)
- Приз за лучшую роль — Кьяра Мастроянни за фильм «Одной волшебной ночью» (Франция)
- Специальный приз жюри — Альберт Серра за фильм «Свобода» (Испания) и Брюно Дюмон за фильм «Жанна» (Франция)
- Приз Coup de Cœur — Мония Шокри за фильм «Девушка моего брата» (Канада) и Михаэль Ковино за фильм «Восхождение» (США)[13]

### Независимые награды
- Приз экуменического жюри — «Тайная жизнь», реж. Терренс Малик (США, Германия)
- Квир-пальма — «Портрет девушки в огне», реж. Селин Сьямма (Франция)
- Приз ФИПРЕССИ — «Дылда», реж. Кантемир Балагов (Россия)
- Приз ФИПРЕССИ — «Должно быть, это рай», реж. Элиа Сулейман (Франция, Канада)
- Приз ФИПРЕССИ — «Маяк», реж. Роберт Эггерс (США)